# بلدية النصيرات

## بلدية النصيرات
```
[
1
]
```

في العام 1977م تم تأسيس لجنة محلية تولت
مهمة إنشاء شبكة كهرباء بكامل أنحاء مخيم النصيرات وكانت تقوم بأعمال النظافة بالتعاون مع وكالة الغوث.
وتم إمدادها أيضاً بشبكة مياه عام 1980م واستمرت أعمال اللجنة حتى أكتوبر عام 1987م حيث تحولت إلى مجلس قروي وزاد هذا المجلس من الاهتمام بالخدمات المقدمة للمواطنين. وفي العام 1996م صدر مرسوم رئاسي بتحويل المجلس القروي إلى مجلس بلدي يتبع لوزارة الحكم المحلي واستمرت أعمال المجلس البلدي السابق حوالي 12 عاماً.
وتولي المجلس البلدي الحالي إدارتها منذ تاريخ 14/6/2020 وحتى اليوم.
سياسة البلدية :
إن نجاح أي منشأة في مزاولة أعمالها لا يتم إلا من خلال التخطيط الجيد ووضع الأهداف
والسياسات والاستراتيجيات واتخاذ القرارات الرشيدة المبنية على قوة المعلومات وجودتها والمتابعة المستمرة لها وقياس الأداء.

### أهم سياسات البلدية هي
- تشجيع المشاركة المجتمعية وتطوير العلاقة مع المجتمع المحلي أشخاصاً ومؤسسات.[2]
- العدالة في توزيع الخدمات على المواطنين.[3]
- العمل على تطوير جميع أنحاء النصيرات وإنشاء مشاريع بنية تحتية فيها.[4]
- تبسيط إجراءات الحصول على الخدمة ومساعدة المواطن في الحصول على التراخيص اللازمة.[5]